# Símbolos fálicos en Bután

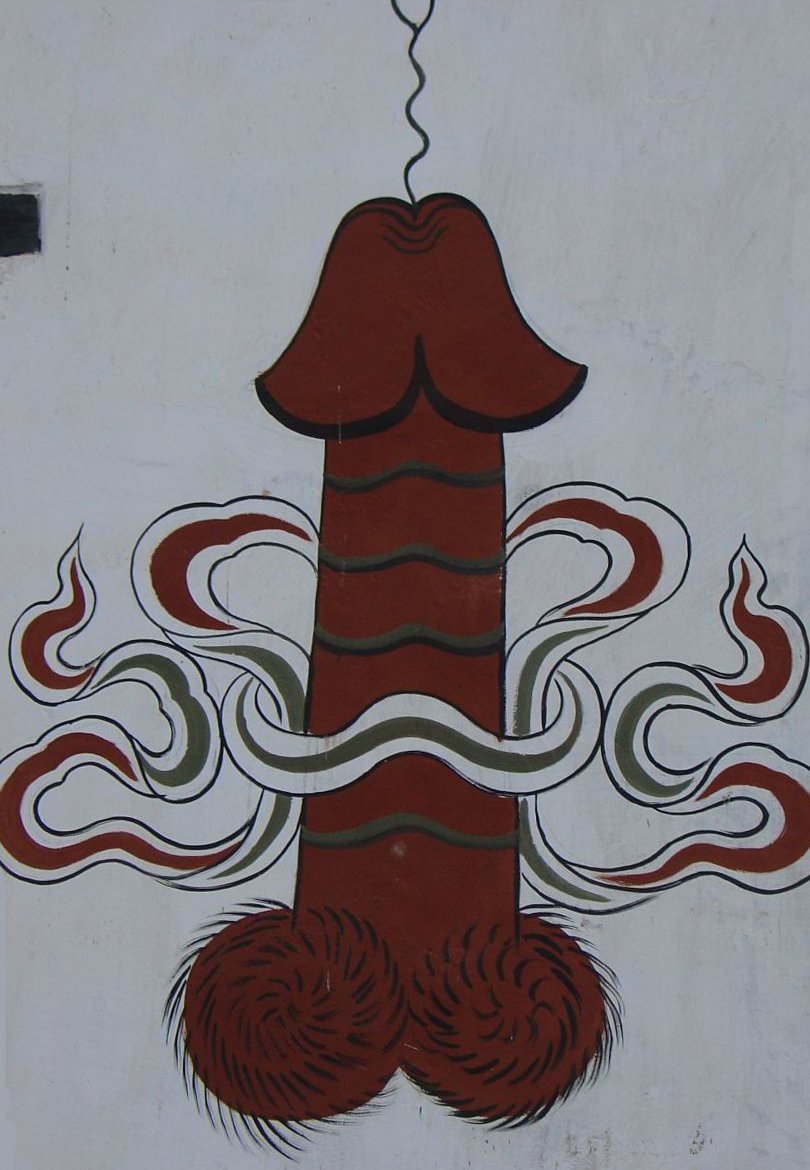
Símbolos fálicos representados en casas de Bután

Los símbolos fálicos en Bután son símbolos esotéricos que tienen su origen en el monasterio Chimi Lhakhang, cerca de Punakha, la antigua capital de Bután. El monasterio del pueblo fue construido en honor al lama Drukpa Kunley, que vivió a finales del siglo XVI y que era conocido popularmente como el Santo Loco (nyönpa) o el Loco Divino por sus formas poco ortodoxas de enseñar, que resultaban extrañas y chocantes.
Aunque las personas más jóvenes pueden sentirse avergonzadas por esta tradición,todavía se pueden ver pinturas fálicas en las paredes de casas y edificios en todo Bután, particularmente en las aldeas, y se las considera creaciones de Kunley.Tradicionalmente, en Bután los símbolos del pene erecto tienen como objetivo alejar el mal de ojo y los chismes maliciosos.  Los símbolos fálicos generalmente no se representan en templos comunitarios y dzongs, que son lugares de culto donde viven lamas o monjes y monjas budistas que han adoptado el celibato. Sin embargo, las casas rurales y ordinarias continúan exhibiéndolas.  
La historia del uso de los símbolos del falo se remonta generalmente a Drukpa Kunley. Sin embargo, algunos estudios realizados en el Centro de Estudios Butaneses han inferido que el falo era una parte integral de la religión étnica temprana asociada con el Bon que existía en Bután antes de que el budismo se convirtiera en la religión estatal. En el Bon, el falo era parte integral de todos los rituales. Dasho Lam Sanga, exdirector del Instituto de Estudios de Lengua y Cultura, si bien reconoce que no existen documentos escritos sobre el tema, se refiere a la historia oral: «Pero se creía que la adoración del falo se practicaba incluso antes de la llegada de Gurú Rinpoche y Shabdrung Ngawang Namgyal... Lo que sabemos sobre ello es lo que hemos oído de nuestros antepasados».

## Historia
Se menciona a menudo que el origen del falo simbólico es un legado del popular santo butanés Drukpa Kunley (1455-1529). Kunley emigró del Tíbet, se formó en el Monasterio Ralung en el Tíbet y perteneció al período de Pema Lingpa y fue su discípulo. Kunley era aficionado a las mujeres y al vino, y adoptó formas blasfemas y poco ortodoxas de enseñar el budismo. Sus hazañas sexuales incluyeron a sus anfitriones y promotores. Estaba completamente desprovisto de toda convención social y se llamaba a sí mismo el loco de Kyishodruk.
La intención de Drukpa Kunley era escandalizar al clero, que era arrogante y mojigato en su comportamiento y en sus enseñanzas del budismo. Sin embargo, sus métodos atrajeron a los practicantes laicos. Fue él quien propagó la leyenda de pintar falos en las paredes y de hacer volar falos colgantes desde los tejados de las casas para ahuyentar a los malos espíritus y someter a los demonios.
El órgano de Kunley, tal como está pintado, se llama el «Rayo de la sabiduría llameante», ya que desconcertaba a los demonios y los sometía. También se dice que es «quizás el único santo en las religiones del mundo que se identifica casi exclusivamente con el falo y su poder creativo». Es por esta razón que su falo, como símbolo, está representado en pinturas en las paredes de las casas, y se le muestra en pinturas thangka sosteniendo un «palo de madera con cabeza de pene».

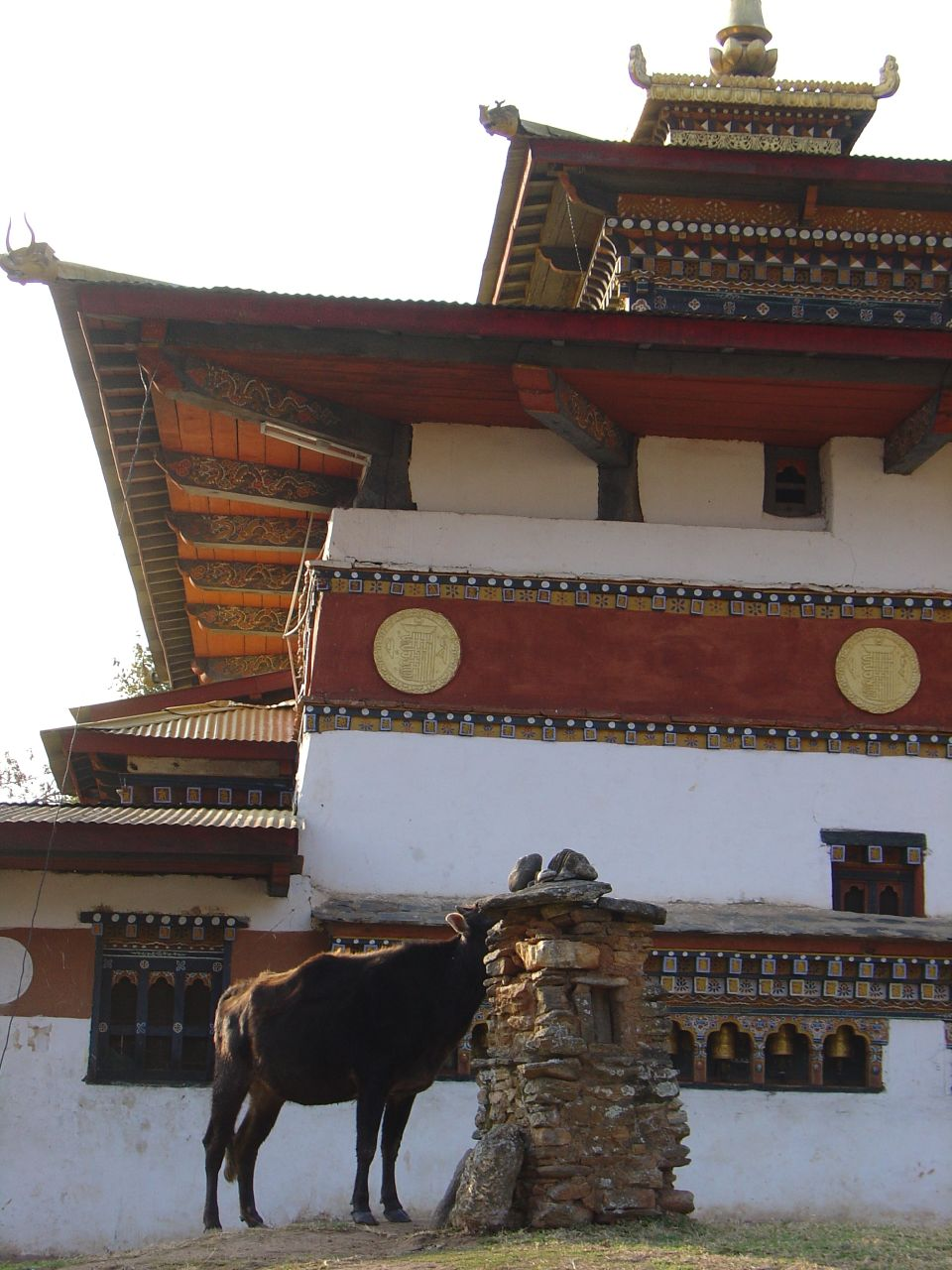
Chimi Lhakhang, fundado por Drukpa Kunley y conocido por sus falos de madera.

El nyönpa vivía en un lugar conocido como Lobesa cerca de Chimi Lhakhang para ahuyentar a los demonios y proteger a la gente local. Según la leyenda, solía golpear a las fuerzas del mal con su pene (o cohabitaba con ellas) y las convertía en deidades protectoras. Chimi Lhakhang fue construido en honor del santo loco por su primo en una colina (Kunley llamó a esta colina un «pecho de mujer») en un valle por las buenas acciones realizadas a su pueblo al someter a las fuerzas del mal y a los demonios con su «rayo mágico de sabiduría». Fue construido en 1499 con planta cuadrada y chapitel dorado. Se llega desde el pueblo de Yowakha y todas las casas a lo largo del camino tienen pintados símbolos fálicos.
El monasterio alberga actualmente varios falos de madera, incluido un falo con mango de plata (el «Rayo del Lama»), el cual supuestamente el santo loco trajo del Tíbet. Ahora el lama actual del monasterio utiliza con frecuencia este gesto para golpear a las mujeres en la cabeza como bendición para que tengan hijos. El monasterio también está consagrado con una estatua de Lama Kunley con su mascota Sachi. En el monasterio también hay deificadas imágenes de Ngawang Namgyal, Gautama Buda y Avalokiteśvara. Las mujeres acuden al monasterio en busca de la bendición de tener hijos, para lo cual el lama que preside las golpea en la cabeza con falos de madera y hueso. El nombre del niño que está por nacer también se elige recogiendo trozos de bambú que se colocan en el altar y en los que hay inscritos nombres de niño y niña. También se dice que la pequeña estupa del altar fue hecha por el propio Kunley.
Los investigadores de las ciencias sociales también sostienen que el falo es una representación de la «ilusión mundana de los deseos», y se dice que, como símbolo de poder y fertilidad de los animistas de la religión Bön, la representación del falo se entrelazó con el budismo en Bután. Se pueden encontrar representaciones fálicas similares en Tailandia, Bali y en otras culturas.

### Anécdotas y prácticas
Se cuentan varias anécdotas sobre las extravagantes costumbres de Drukpa Kunley. Se dice que en una ocasión particular le regalaron un hilo sagrado para ponerlo alrededor de su cuello. Sin embargo, sorprendió a la gente al decir que ataría el hilo alrededor de su pene con la sincera esperanza de que le traería suerte con las mujeres.
Entre algunas comunidades del este de Bután, cada año, durante un período determinado, se adoran los falos con flores, ara y leche, en un esfuerzo por buscar protección contra los espíritus malignos. En el centro de Bután, se sumerge un falo de madera en las copas antes de ofrecer las bebidas a los invitados.
La pintura del falo también se califica como un grafiti institucionalizado. Se lo ve pintado en diferentes diseños, y un diseño inusual es uno con un dragón montado en él. Una característica común observada es que siempre se ve al falo eyaculando.

## Simbolismo

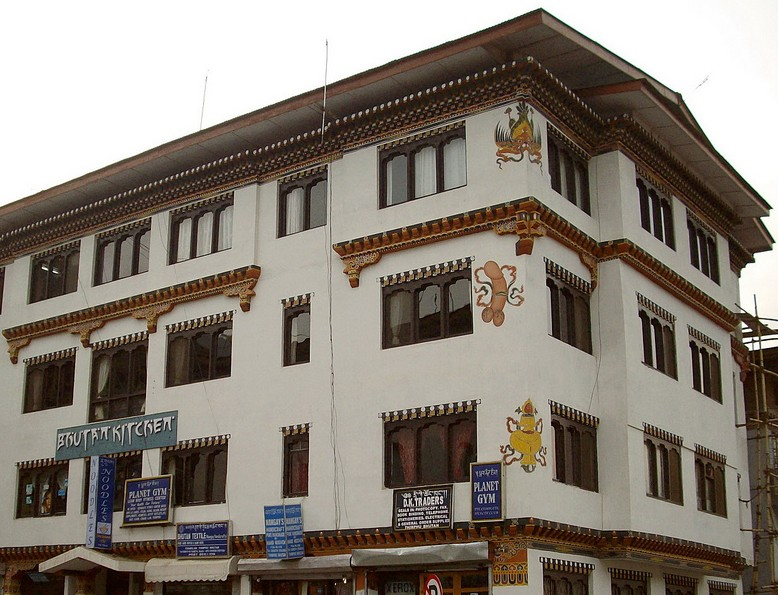
Pintura fálica en las paredes del restaurante Bhutan Kitchen en Thimphu.

La creencia de que la simbología fálica trae buena suerte y aleja a los malos espíritus está tan arraigada en la población común de Bután que los símbolos se pintan rutinariamente en las paredes exteriores de las casas nuevas e incluso en las matrículas de los camiones. Los falos de madera tallada se cuelgan (a veces atravesados por un diseño de espada o daga) en el exterior, en las cuatro esquinas de los aleros de las casas nuevas.
Los falos de madera también se clavan en los campos agrícolas como una especie de espantapájaros, cuando los cultivos empiezan a brotar. Los Atsaras (payasos enmascarados) también decoran sus gorros con telas pintadas con falos durante el popular festival Tsechu que se celebra cada año en diferentes monasterios de todo Bután. Estos payasos también bailan con sus látigos sagrados y falos de madera. En un viaje por carretera desde el Aeropuerto Internacional de Paro a Thimpu, estas pinturas explícitas de falos son una vista común en paredes encaladas de casas, tiendas y restaurantes.
En el monasterio Chimi Lhakhang, el santuario dedicado a Drukpa Kunley, se ven varios penes de madera que se utilizan para bendecir a las personas que visitan el monasterio en peregrinación en busca de bendiciones para tener un hijo o para el bienestar de sus hijos. El falo que se exhibe de forma llamativa en el monasterio es una pieza de madera marrón con un mango de plata, una reliquia religiosa que se considera que posee poderes divinos y, por lo tanto, se utiliza para bendecir a las personas con orientación espiritual. También se dice que previene peleas entre miembros de la familia en las casas que están pintadas con estos símbolos.

## Ritual de inauguración de las casas

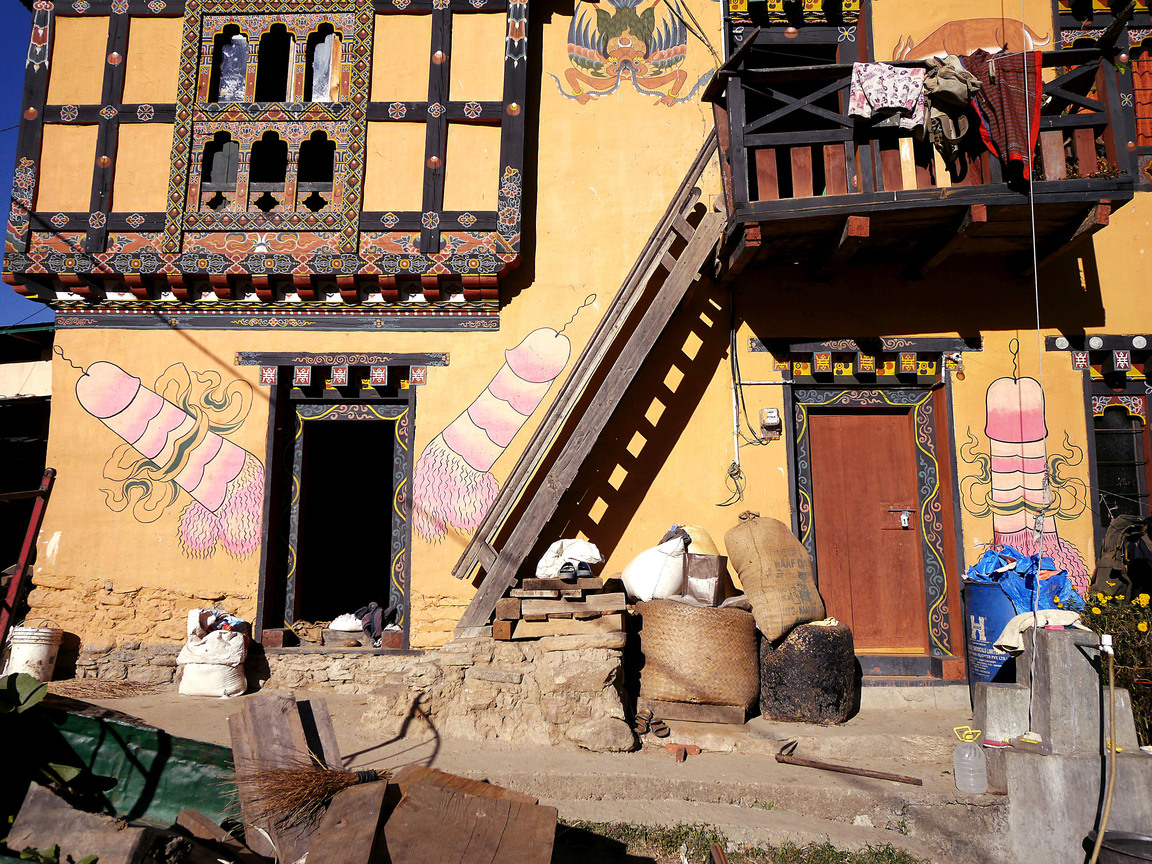
Pueblo junto al Templo de la Fertilidad Chimi Lhakhang, donde hay falos pintados en las paredes. [http://www.onceinalifetimejourney.com/once-in-a-lifetime-journeys/asia/the-country-that-worships-the-phallus/

Como parte de la ceremonia de inauguración de una casa nueva, un ritual tradicional implica erigir los símbolos fálicos en las cuatro esquinas de los aleros de la casa y uno dentro de la casa. Una cesta llena de falos de madera tallada se eleva hasta el techo de la casa para fijarlos en las cuatro esquinas cardinales. Grupos de hombres y mujeres son contratados por el dueño de la casa para subir la cesta hasta el techo.
Mientras los hombres suben la cesta con una cuerda atada firmemente desde el techo, las mujeres intentan bajarla; durante este proceso se cantan canciones fálicas obscenas y a cada tirón los espectadores gritan la palabra «laso». Los hombres realizan un ejercicio simulado como si no hubieran podido levantar la canasta y esta se dejara caer al suelo. La intención es conseguir ara gratis del dueño de la casa para energizar a los hombres. Después de beber, finalmente suben la cesta al techo y fijan los falos en las cuatro esquinas del techo en los extremos de los aleros.
Los falos también se atan con una daga (redi) y se pintan de cinco colores diferentes. Se dice que cada color expresa una distinta expresión divina: en el alero del oeste se coloca una daga blanca que representa la paz, la pureza y la armonía; en el este, una daga roja que representa la riqueza y el poder; en el sur, la daga amarilla que representa la prosperidad; y, en el norte, una daga verde que representa la protección. La quinta daga, colocada dentro de la casa, suele ser de color azul y simboliza la sabiduría. La fijación estos símbolos se hace bajo la creencia de que aleja a los malos espíritus, y no como un símbolo de fertilidad.